# Docodesmiella insularis
Docodesmiella insularis är en mångfotingart som beskrevs av Loomis 1961. Docodesmiella insularis ingår i släktet Docodesmiella och familjen Chytodesmidae. Inga underarter finns listade i Catalogue of Life.